# Городское поселение Солнечногорск
Городское поселение Солнечногорск — упразднённое муниципальное образование со статусом городского поселения в Солнечногорском районе Московской области России. Административный центр — город Солнечногорск.

## История
Образовано в соответствии с Законом Московской области от 21.01.2005 года № 27/2005-ОЗ «О статусе и границах Солнечногорского муниципального района и вновь образованных в его составе муниципальных образований» (принят постановлением Мособлдумы от 29.12.2004 № 8/123-П).
Законом Московской области № 246/2018-ОЗ от 28 декабря 2018 года, с 9 января 2019 года все городские и сельские поселения Солнечногорского муниципального района были упразднены и объединены в новое единое муниципальное образование городской округ Солнечногорск

## География
Граничит с Пешковским, Соколовским, Кривцовским и Смирновским сельскими поселениями, а также городским поселением Яхрома, Синьковским и Габовским сельскими поселениями Дмитровского района. Площадь территории городского поселения составляет 23 802 га (238,02 км²).

## Население
| 2006    | 2007    | 2008    | 2009    | 2010    | 2011    |
| ------- | ------- | ------- | ------- | ------- | ------- |
| 61 095  | ↘59 889 | ↘59 430 | ↘59 339 | ↘58 409 | ↗58 573 |
| 2012    | 2013    | 2014    | 2015    | 2016    | 2017    |
| →58 573 | ↘58 568 | ↗58 617 | ↗58 661 | ↗58 797 | ↗59 222 |
| 2018    | 2019    |         |         |         |         |
| ↘58 755 | ↗58 861 |         |         |         |         |

## Состав городского поселения
В состав городского поселения входят город Солнечногорск и 25 населённых пунктов упразднённых Вертлинского, Мошницкого, Обуховского и Солнечногорского сельских округов:
| №  | Населённый пункт                       | Тип населённого пункта        | Население |
| -- | -------------------------------------- | ----------------------------- | --------- |
| 1  | Бедово                                 | деревня                       | →4        |
| 2  | Вельево                                | деревня                       | →1        |
| 3  | Гигирёво                               | деревня                       | ↗2        |
| 4  | Дома отдыха «Владимира Ильича»         | посёлок                       | ↘184      |
| 5  | Дубинино                               | деревня                       | ↗51       |
| 6  | Загорье                                | деревня                       | ↗19       |
| 7  | Заовражье                              | деревня                       | ↘0        |
| 8  | Захарьино                              | деревня                       | ↘0        |
| 9  | Зеленино                               | деревня                       | ↗4        |
| 10 | Карпово                                | деревня                       | ↗47       |
| 11 | Мостки                                 | деревня                       | ↘0        |
| 12 | Осипово                                | деревня                       | ↘28       |
| 13 | Посёлок санатория Министерства Обороны | посёлок                       | ↗1652     |
| 14 | Раково                                 | деревня                       | ↘0        |
| 15 | Редино                                 | деревня                       | ↗2625     |
| 16 | Рекино-Кресты                          | деревня                       | ↗35       |
| 17 | Рыгино                                 | деревня                       | →0        |
| 18 | Сенеж                                  | посёлок                       | ↗422      |
| 19 | Скородумки                             | деревня                       | ↗29       |
| 20 | Снопово                                | деревня                       | ↘9        |
| 21 | Солнечногорск                          | город, административный центр | ↘47 514   |
| 22 | Талаево                                | деревня                       | ↘15       |
| 23 | Тимоново                               | деревня                       | ↗222      |
| 24 | Федино                                 | деревня                       | →0        |
| 25 | Хметьево                               | деревня                       | ↘110      |
| 26 | Чепчиха                                | деревня                       | →6        |